# Teudemir
Teudemir (? – 569) – król Swebów w latach 561/566 – 569. Rozpoczął panowanie po pierwszym synodzie w Bradze, ale przed 569. W 556 roku rozpoczyna swą kronikę Jan z Biclar. Nie mówi ona o początku jego panowania. Według Izydora z Sewilli był pierwszym władcą Swebów, który zmienił wiarę z arianizmu na katolicyzm, co jest nieprawdą. W 569 roku zwołał synod biskupów jego państwa do Lugo, gdzie określono przebieg granic diecezji galicyjskich. O jego istnieniu nic nie pisze Grzegorz z Tours, jednak mógł on pomylić trzech władców swebskich kolejno panujących po sobie, w których imionach występuje trzon mir czyli Ariamir, Teudemir i Miro. Uznaje się jego historyczność dzięki przekazom Izydora z Sewilli, Jana z Biclaro, który był współczesny władcy oraz aktom pierwszego synodu brakareńskiego.